# 篠崎徳太郎
篠崎 徳太郎（しのざき とくたろう、1899年(明治32年)2月 - 1984年(昭和59年)10月2日）は、日本の演劇指導者、童謡詩人。
千葉県九十九里町出身。千葉県師範学校、東京外国語学校英語科で学ぶ。文部省中等教員検定試験倫理科に合格、初等教育にたずさわりつつ児童劇、児童詩に関わった。

## 著書
- 『風の眼黒い瞳 童謡集』童詩社 童謡パンフレット、1928
- 『お月さん木のぼり 童詩集』童詩社、1929
- 『炎熱の馬車 詩集』大地舎、1930
- 『童貞裸身頌 詩集』童詩社、1931
- 『童心哀慕 追憶集』童詩社、1935
- 『一年の子ども 母と教師の問題』誠文堂新光社、1952
- 『勉強のしつけ方』さ・え・ら書房、1958
- 『幼児のための劇あそびの導き方』フレーベル館、1960
- 『宿題革命』本郷書房、1965
- 『子どもの金銭教育 お金の与え方・使わせ方』近代新書、1966
- 『大切な幼児のしつけ』土屋書店、1970
- 『まごころ教育 子どもの真情をどう育てるか!』土屋書店、1973
- 『幼児の遊びと学習』黎明書房、1973
- 『人間啓発と母性像 われ自らの変革なくしてわが児の変る理由はない』教育報道社 教報ブックス、1981

### 共編著
- 『子どもの知恵をのばすお話と遊び』村上幸雄共著 黎明書房、1962
- 『運動会アイディア事典』村上幸雄共編著 黎明書房、1963
- 『子どもの知恵をのばすママの工夫』村上幸雄共著 黎明書房、1964

### 翻訳
- ルソー『「エミール」教育講義』全9巻 訳著 土屋書店、1974－80

## 参考
- 『人間啓発と母性像』著者紹介
- 『人物物故大年表』